# Katholische Erziehergemeinschaft
Die Katholische Erziehergemeinschaft e. V. (KEG) ist ein Verband von Pädagogen aller Erziehungs- und Bildungsbereiche, die sich zur christlichen Wertordnung bekennen. Auf Basis ihrer christlichen Überzeugung werden Veränderungen des Bildungs- und Erziehungswesens angestrebt.

## Interessenvertretung
Der Verein vertritt ihre Mitglieder standes- und berufsrechtlich, bietet Fortbildung in Pädagogischen Ferienwochen und Seminaren sowie Familienfreizeiten an. Der Bundesverband der KEG ist in 14 Landesverbände gegliedert. Davon tragen drei Landesverbände den Namen CEG. Der Verband vertritt die standespolitischen Belange seiner Mitglieder und fördert persönliche Kontakte zwischen den Mitgliedern im Rahmen von gemeinsamen Veranstaltungen, fachlicher Fortbildung und geistig-religiöser Besinnung. Er arbeitet dazu mit öffentlichen und kirchlichen Gremien wie den zuständigen Ministerien, den Parteien, der Tarifkommission, den Generalvikariaten bzw. Ordinariaten, den Diözesancaritasverbänden und anderen Gremien zusammen.

## Organisation
Die Basis bildet die Stadt-, Landkreis- oder Bezirksgruppe. Die Landesverbände der KEG sind selbstständige Verbände mit eigenen Satzungen und ehrenamtlichen Funktionären und dienen insbesondere der Vertretung gegenüber der jeweiligen Landesregierung und Diözesanleitung. Die Landesverbände sind Mitglieder des KEG-Bundesverbandes. Der Bundesvorsitzende und das Präsidium vertreten die Interessen der KEG bei den Bundesbehörden und bei den überdiözesanen kirchlichen Instanzen. Mitglieder sind z. B. sozialpädagogische Fachkräfte, Lehrer aller Schularten, Hochschuldozenten sowie Studenten pädagogischer Berufe.

## Geschichte
Nach der Zeit des Nationalsozialismus schlossen sich in Deutschland katholische Lehrer aller Schulgattungen sowie Angehörige sozialpädagogischer Berufe erneut zu Verbänden zusammen. Aus solchen katholischen Verbänden bildete sich die KEG Deutschlands.

## Publikation
In der zweimonatlich erscheinenden Zeitschrift „Christ & Bildung“ wird über die Arbeit berichtet und zu aktuellen (religions-)pädagogischen Fragen Stellung genommen.